# Синяев, Евгений Палладьевич
Синяев Евгений Палладьевич (род. 02.01.1948 г. в деревне Робское Комаричского района Брянской области) — советский спортсмен, советский и российский спортивный функционер, тренер. Мастер спорта СССР международного класса, Заслуженный тренер РСФСР по легкой атлетике, неоднократный рекордсмен СССР, а также победитель и призёр чемпионатов СССР по легкой атлетике и различных международных соревнований.
Тренер — Каракулов Николай Захарович, Заслуженный мастер спорта СССР, Заслуженный тренер РСФСР по легкой атлетике

## Основные спортивные достижения
- 50 метров — 5.6 сек. Высшее достижение СССР (Москва, 17-18.02.1968 г.)
- 60 метров — 6.5 сек.
- 100 метров — 10.1 сек. Рекордсмен Европы среди юниоров, высшее достижение СССР среди юниоров, рекордсмен города Москвы, общества «Динамо» и Брянской области (Ленинакан, 15.08.1968 г.)
- Эстафета 4х100 метров (Хлопотнов А., Синяев Е., Иванов Н., Маслаков В.) — 38.9 сек. Рекорд СССР (Мехико, 4.10.1968 г.)

## Спортивная карьера
Синяев Евгений с детства был крепким и физически развитым ребёнком. Его незаурядные спортивные способности начали проявляться с самого детства. Будучи мальчишкой, он бегал быстрее всех в районе, в совершенстве играл в лапту, а в зимний период бегал на лыжах.
В 1965 году впервые фамилия Синяев прозвучала на областных соревнованиях по легкой атлетике, проходивших в городе Брянске. На эти соревнования съехались сильнейшие спортсмены региона того времени. В беге на 100 метров, ранее неизвестный мальчишка из Комарического района занял первое место. Эти соревнование можно считать началом спортивной карьеры Синяева Е. П.
Далее Синяев Евгений уезжает в Москву для учёбы в сельскохозяйственной академии имени К. А. Тимирязева.
Обучаясь в Москве, он участвует на различных соревнованиях, где попадает в поле зрения известного в те годы тренера Николая Каракулова, под руководством которого он впоследствии и добьется наивысших спортивных достижений.
Первая громкая победа пришла к Евгению Синяеву в 1967 году, когда он стал победителем первенства СССР по легкой атлетике среди молодежи, проводившегося в городе Гомеле. В этом же году он в составе общества «Динамо» становится победителем соревнований Олимпийских команд ДСО и ведомств в эстафете 4х100 метров (Синяев Е., Косанов Г., Абалихин С., Иванов Н.) проводившихся в городе Ленинакане Азербайджанской ССР.
14 октября 1967 года Евгений Синяев выступая в составе юниорской сборной команды СССР по легкой атлетике на матче СССР-Италия, одерживает блестящую победу в беге на дистанции 100 метров, а в эстафете 4х100 метров (Синяев Е., Дьяченко В., Камаев Ю., Братчиков А.) устанавливают высшее достижение СССР среди юниоров.
По итогам 1967 года Евгений Синяев возглавил рейтинг лучших легкоатлетов СССР в беге на 100 метров среди спортсменов в возрасте 19-20 лет.
Зимний сезон 1968 год начался для Евгения Синяева очень удачно. Он был включен в состав сборной команды СССР по легкой атлетике на Третьи международные соревнования в закрытых помещениях. Выступая в беге на 50 метров он занял второе место и повторил высшее достижение СССР (результат — 5.6 сек).
На зимнем чемпионате СССР по легкой атлетике 1968 года Синяев Е. становится серебряным призёром в беге 50 метров.
Летний легкоатлетический сезон, предшествующий XIX летним Олимпийским играм, Евгений Синяев начинает удачно и уже в июле месяце попадает в состав сборной команды СССР по легкой атлетике и принимает участие в эстафете 4х100 метров в матче СССР-ГДР-Польша. По результатам соревнований сборная команда Советского Союза занимает второе место, показывая результат 39.4 сек.
27 июля 1968 года Евгений Синяев принимает участие в международных легкоатлетических соревнованиях «Мемориал братьев Знаменских», на котором участвовали сильнейшие спортсмены Советского Союза, Кубы, Польши и других стран Социалистического лагеря, в беге на 100 метров Синяев Е. занимает второе место.
15 августа 1968 года в городе Ленинакане Азербайджанской ССР проводился финальный забег в беге на 100 метров среди мужчин, который являлся отборочным этапом на летние Олимпийские игры 1968 года. В финал соревнований попали сильнейшие спортсмены Советского Союза: В. Сапея, Е. Синяев, Н. Иванов, А. Хлопотнов и другие. Евгений Синяев был самым молодым участником финального забега, по итогам которого он занимает второе место с результатом 10.1 сек. Данный результат становится рекордом Европы среди юниоров, а также высшим достижением СССР среди юниоров, рекордом города Москвы и рекордом общества «Динамо». До сих пор установленный результат является рекордом Брянской области.
После завершения отбора на XIX летние Олимпийские игры, сборная СССР по легкой атлетике выезжает в Мехико за 40 дней до начала легкоатлетических соревнований (!!!). Это было неоправданно рано, так как тренироваться на протяжении такого длительного промежутка в климатической зоне, где температура воздуха не опускается ниже отметки 35 градусов по Цельсию, крайне сложно. Данный фактор негативно сказался на выступлениях мужской спринтерской команды СССР, однако на пред Олимпийских соревнованиях, которые проходили за десять дней до начала Олимпийского легкоатлетического турнира, сборная команда СССР в составе (Хлопотнов А., Синяев Е., Иванов Н., Маслаков В.) устанавливает рекорд СССР в эстафете 4х100 метров — 38.9 сек.
В 1969 году Евгений Синяев принимает участие во многих всесоюзных и международных соревнованиях в составе сборной команды СССР, в том числе в Лос-Анджелесе на матче сборных США-СССР, где занял второе место, а в зимнем рейтинге 1969 года в беге на 60 метров был лидером всесоюзного рейтинга с результатом 6.5 сек.
В 1970 году Евгений Синяев становится чемпионом СССР по легкой атлетике в эстафете 4х100 метров в составе сборной команды РСФСР (Михайлов В., Багаев А., Иванов Н., Синяев Е.).

## Жизнь после спорта
Череда тяжелых травм вынудила Евгения Синяева закончить спортивную карьеру в качестве профессионального спортсмена, после чего он вернулся в Брянск и приступил к тренерской деятельности.
Ученики его обожали и внимательно слушали советы недавнего олимпийца. Он как магнит притягивал к себе людей, ко всем ученикам мог найти подход. На соревнованиях его воспитанники регулярно становились победителями и призёрами различных Всесоюзных соревнований. Стоит отметить, что Синяев Е.П. активно принимал участие в подготовке российских легкоатлетов к Спартакиаде народов СССР, на которой сборная России выступила очень удачно, а ему было присвоено звание «Заслуженный тренер РСФСР».
В 1980 году в Москве проводились XXII летние Олимпийские игры, для организации которых были приглашены талантливые спортивные-функционеры. Синяев Е.П. был назначен на должность заместителя директора по проведению Олимпийских игр, на которой он курировал одно из важнейших направлений — организационно-хозяйственную деятельность: прием представителей зарубежных спортивных федераций, размещение и обустройство, питание и культурный досуг. Синяев Е.П. проделал огромный объём работы и внес свой вклад в организацию и проведение Олимпийских игр в Москве.
После завершения XXII летних Олимпийских игр Евгений Палладьевич участвует в организации и проведении различных крупных Всесоюзных и международных соревнований на своей родине — Брянске. Были проведены такие спортивные мероприятия, как: чемпионат СССР по легкой атлетике, Спартакиада народов РСФСР, матчевая встреча СССР — ГДР по легкой атлетике среди юниоров и другие.
В 1987 году Синяев Е.П. создает и открывает специализированную детско-юношескую спортивную школу олимпийского резерва «Динамо» по легкой атлетике, которую впоследствии и возглавляет. Большинство ведущих спортсменов и тренеров Брянской области состояли в спортивной школе «Динамо»: Заслуженный тренер РСФСР по легкой атлетике Морозов Геннадий, Заслуженный мастер спорта по легкой атлетике России Ольга, Заслуженный мастер спорта по легкой атлетике России Шевцова Наталья, мастер спорта России международного класса Романова Анна, мастер спорта России международного класса Игнатова Наталья и многие другие).
Очередной громкий вызов Синяев Е.П. принял в 1996 году, когда после реорганизации Брянского регионального общества «Динамо», он был избран заместителем председателя "Брянской региональной организации общественно-государственного объединения Всероссийского физкультурно-спортивного общества «Динамо». За короткий промежуток времени ему удается возобновить проведение Спартакиады среди силовых структур Брянской области, обеспечить ведущие команды спортивной экипировкой и организовать для сильнейших спортсменов учебно-тренировочный сборы и питание.
В 1997 году он берет под свою опеку бедствующий брянский футбольный клуб и детско-юношескую спортивную школу «Динамо» . В довесок ко всему Синяев Е.П. начинает реконструкцию всех крупных спортивных объектов региона, которые находятся в состоянии развала.
При гнетущей бедности брянщины в 90-х годах прошлого века поднять с колен спортивные объекты было практически невозможно, но Синяев Е.П. без раздумий взялся воплощать в жизнь свои грандиозные планы. Именно под его непосредственным руководством началась капитальная реконструкция стадиона «Динамо», а также переданных на баланс общества «Динамо» старых разрушенных армейских казарм, которые в дальнейшем были превращены в одну из баз футбольного клуба. Бывшее пожарное депо было отремонтировано и перепрофилировано под универсальное спортивное сооружение, а заброшенный стадион «Волна» на окраине Брянска, Синяев Е.П. превратил в многофункциональный спортивный объект с двумя футбольными полями, современной гостиницей и восстановительным центром для спортсменов. В аварийном бассейне завода «Дормаш» был проведен капитальный ремонт после чего он вновь начал функционировать, а в дальнейшен был переведен на баланс в родное общество «Динамо».
После завершения реконструкции и строительства большинства спортивных объектов Синяев Е.П. создает и открывает спортивный клуб «Динамо», в ведение которого входило оперативное управление спортивными объектами и содержание ведущих спортсменов области, в число которых входили Олимпийская чемпионка по лыжным гонкам, Заслуженный мастер спорта России — Лариса Куркина, серебряный призёр Олимпийских игр по пулевой стрельбе, Заслуженный мастер спорта России — Сергей Пыжъянов, чемпион Европы, неоднократный призёр чемпионатов мира по шахматам, гроссмейстер, международный мастер — Ян Непомнящий и многие другие спортсмены.
Всего за период с 1997 по 2006 год под непосредственным руководством Синяева Е.П., а также при поддержке Губернатора Брянской области Лодкина Ю.Е. и начальника УВД России Брянской области Фесунова В. А., было построено и капитально отремонтировано 6 крупных спортивных объектов в городе Брянске и ряд спортивных объектов в районных центрах Брянской области. Однако, венцом плодотворной деятельности Синяева Е. П. было завершение капитальной реконструкции стадиона «Динамо» вместимостью на 10000 тысяч зрителей.
Помимо хозяйственной деятельности он активно занимался развитием и приводил в порядок футбольный клуб «Динамо» Брянск. С 1998 по 2004 год Синяев Е.П. был Председателем Совета учредителей футбольного клуба «Динамо», а с 2004 по 2006 год президентом футбольного клуба «Динамо». Нельзя не отметить, что именно при Синяеве Е. П. наивысшего успеха клуб добился в 2004 году, когда вышел в первый дивизион Российского футбола, а в 2007 году уже после смерти Синяева Е.П., созданный им коллектив дошел до полуфинала кубка России.

## Награды
- Медаль ордена «За заслуги перед отечеством» II степени
- Медаль «80 лет Москомспорту России»
- Почетный знак «За заслуги в развитии Олимпийского движения в России»
- Нагрудный знак «За содействие МВД России»

## Память
Память Е.П. Синяева увековечена во Всероссийском турнире по легкой атлетике, который входит в календарь Министерства спорта России и Всероссийской федерации легкой атлетики, ежегодно начиная с 2006 года. На данном турнире собираются ведущие легкоатлеты страны, показывая высокие спортивные результаты. Так, в 2020 году Федором Ивановым было установлено высшее достижение России среди юниоров в беге на 600 метров.
На малой родине Синяева Е. П., в Комаричах, ежегодно проводится детский спортивный праздник в котором принимают участие большое количество детей со всего района.
На стадионе «Динамо» в 2011 году открыта мемориальная доска, а в 2020 году в Комаричском районе в честь Синяева Евгения Палладьевича назван физкультурно-оздоровительный комплекс и открыта мемориальная доска.
После смерти Евгения Палладьевича Синяева, родные, близкие и друзья семьи подготовили материалы и в 2009 году издали книгу «Синяев». Автором которой стал Александр Шишкин.